# Europäische Seekanne
Die Europäische Seekanne (Nymphoides peltata), auch Europäische Teichkanne genannt, ist eine Pflanzenart aus der Gattung der Seekannen (Nymphoides) innerhalb der Familie der Fieberkleegewächse (Menyanthaceae). Diese Wasserpflanze ist in Eurasien verbreitet.

## Beschreibung

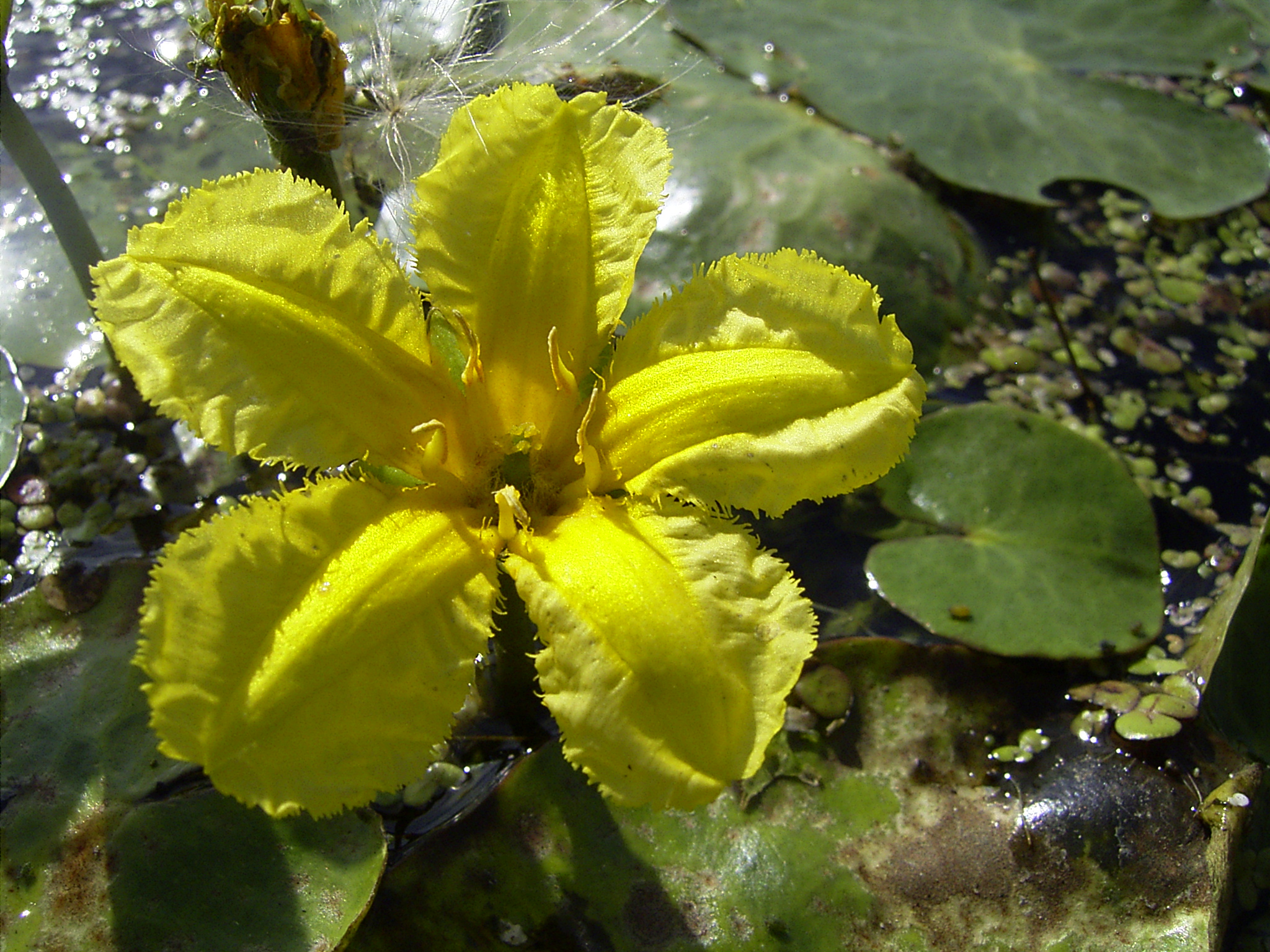
Blüte

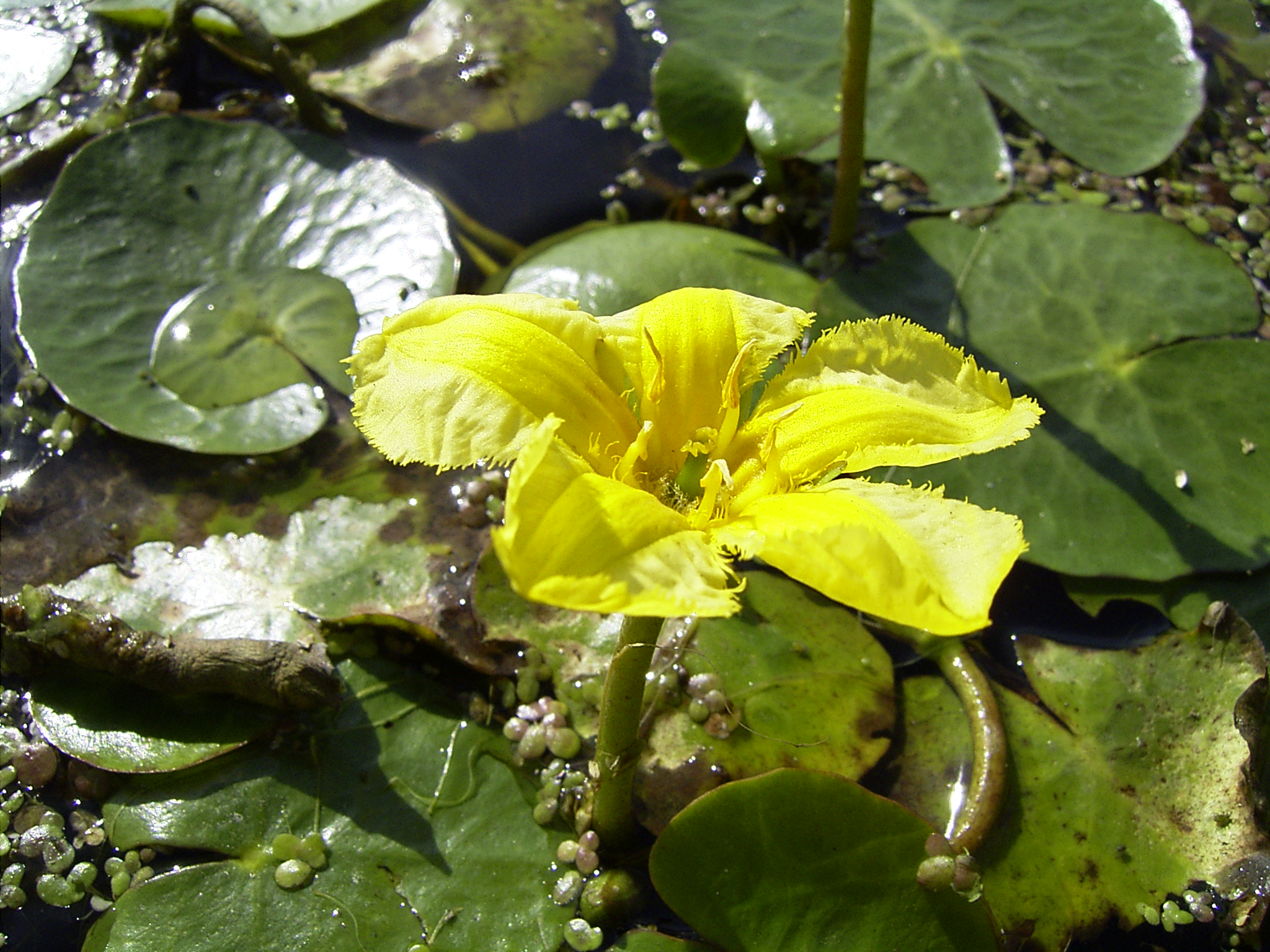
Blüte

Ohne Blüten kann die Europäische Seekanne aufgrund der Blattform leicht mit kleinen Seerosen verwechselt werden.

### Vegetative Merkmale
Bei der Europäische Seekanne es handelt sich um eine ausdauernde krautige Pflanze. Sie bildet ein langes, kriechendes Rhizom. Die Europäische Seekanne oder Teichkanne hat 80 bis 150 Zentimeter lange, flutende Stängel, an deren oberem Ende sich wechselständige Laubblätter befinden, die auf der Wasseroberfläche schwimmen. Diese Laubblätter sind kahl und oval bis fast kreisrund, mit einer Länge von 7 bis 13 Zentimeter. Die Blattspreite hat am Grund eine schmalen, tiefen Herzausschnitt. Die Blattoberseite ist glänzend grün. Die Blattunterseite ist graugrün bis rötlich. Dort befinden sich auch kleine Pünktchen, die sogenannten Hydropoten oder „Wassertrinker“, mit denen die Europäische Seekanne in der Lage ist, im Wasser gelöste Nährstoffe aufzunehmen.

### Generative Merkmale
Die Blütezeit reicht von Juni bis August. Die Blüten befinden sich wie die Laubblätter am Ende von langen und flutenden Stielen und erscheinen in einem von zwei Hochblättern gestützten doldenrispen Blütenstand.
Die Blüte ist radiärsymmetrisch mit doppelter Blütenhülle. Die Kelchblätter sind lanzettlich. Die Blütenkrone ist bei einem Durchmesser von bis zu 3 Zentimetern relativ groß, trichterförmig und tief fünflappig. Die fünf gelben Kronblätter haben am Rand bärtig bewimperte Zipfel. Die Kronblätter sind verkehrt eiförmig, haben meist einen dunkleren Mittelstreifen und sind im Schlund an der Einfügungsstelle der Staubblätter bärtig. Es sind fünf Staubblätter vorhanden. Der Nektar wird am Grund des Fruchtknotens von fünf Drüsen abgesondert, die zwischen den Staubblättern liegen. Die Narbe ist zweilappig. Die Kapselfrucht ist bei einer Länge von bis zu 25 Millimeter eiförmig mit zugespitztem oberen Ende. Die Samen sind bei einer Länge von etwa 6 Millimetern sowie einem Durchmesser von etwa 3 Millimetern breit-elliptisch, flach und am Rand strahlig bewimpert.
Die Chromosomenzahl beträgt 2n = 54.

## Ökologie
Der Aufbau der Pflanze ist ziemlich kompliziert. Das Rhizom besteht aus Langtrieben und Kurztrieben. Langtriebe werden meistens während des Sommers, Kurztriebe im Herbst gebildet. Die Art entwickelt untergetauchte Wasserblätter und Schwimmblätter.
Als Bestäuber fungieren Honigbienen und Hummeln.
Die grünen Kapselfrüchte reifen unter Wasser aus. Reife Kapselfrüchte Samen, die dank ihrer Luftkammern lange schwimmfähig sind. Als Ausbreitungsstrategie nutzt die Europäische Seekanne unter anderem die Zoochorie. Im Gefieder von Wasservögeln bleiben diese Samen haften und werden von den Vögeln zu anderen Gewässern getragen. Die Europäische Seekanne ist daher in der Lage, weit auseinanderliegende Standorte zu besiedeln.

## Vorkommen
Die Europäische Seekanne ist im Tiefland Süd- und Mitteleuropas sowie dem klimatisch gemäßigten Asien (ostwärts bis Japan) zu finden. In Nordamerika wurde sie örtlich ein Neophyt. In Deutschland ist sie eher selten anzutreffen, mit Schwerpunkten an Unterläufen großer Flüsse, in der Oberrheinebene und an der Donau. Die Seekanne ist hier eine „besonders geschützte Art“ und vielerorts im Rückgang.
Die Europäische Seekanne gedeiht meist in stehenden oder träg fließenden, seichteren und sommerwarmen Gewässern, die nährstoffreich sind und einen Schlamm- oder humosen Sandgrund aufweisen. Sie ist in Mitteleuropa eine Charakterart des Nymphoidetum peltatae aus dem Nymphaeion albae-Verband.
Die ökologischen Zeigerwerte nach Landolt et al. 2010 sind in der Schweiz: Feuchtezahl F = 5v (unter Wasser mit untergetauchten und schwimmenden Organen), Lichtzahl L = 4 (hell), Reaktionszahl R = 4 (neutral bis basisch), Temperaturzahl T = 4+ (warm-kollin), Nährstoffzahl N = 3 (mäßig nährstoffarm bis mäßig nährstoffreich), Kontinentalitätszahl K = 4 (subkontinental).

## Taxonomie
Die Erstveröffentlichung erfolgte 1753 unter dem Namen Menyanthes nymphoides durch Carl von Linné in Species Plantarum, Tomus I, S. 145. Schon 1754 beschrieb Jean-François Séguier sie in der Gattung Nymphoides. Da diese Kombination Nymphoides nymphoides aber nicht erlaubt ist, musste das nächste verfügbare Epithet für die Bildung einer korrekten Artbezeichnung genommen werden. Es stammt von Samuel Georg Gmelin, der diese Art 1770 als Limnanthemum peltatum in Novi Comment. Acad. Sci. Imp. Petrop., Volume 14, 1, S. 527 veröffentlicht hatte. Carl Ernst Otto Kuntze stellte diese Art als erster als Nymphoides peltata (S.G.Gmelin) Kuntze in Seguiers Gattung Nymphoides. Weitere Synonyme für Nymphoides peltata (S.G.Gmelin) Kuntze sind: Villarsia peltata (S.G.Gmel.) Roem. & Schult., Schweyckerta nymphoides (L.) C.C.Gmel., Menyanthes nymphoides L., Menyanthes natans Lam., Limnanthemum nymphoides (L.) Hoffmanns. & Link, Nymphoides flava Druce, Nymphoides orbiculata Druce.

## Nutzung
Sie wird als Zierpflanze in Gartenteichen verwendet.